# Moli Haoussa
Moli Haoussa (auch: Molli Haoussa) ist ein Dorf in der Landgemeinde Tamou in Niger.

## Geographie
Das von einem traditionellen Ortsvorsteher (chef traditionnel) geleitete Dorf befindet sich rund 28 Kilometer südöstlich des Hauptorts Tamou der gleichnamigen Landgemeinde, die zum Departement Say in der Region Tillabéri gehört. Zu den Siedlungen in der näheren Umgebung von Moli Haoussa zählen Allambaré im Nordwesten und La Tapoa im Südosten.
Es herrscht das Klima der Sudanzone vor, mit einer durchschnittlichen jährlichen Niederschlagsmenge zwischen 600 und 700 mm. Moli Haoussa liegt auf einer Höhe von 262 m im 77.740 Hektar großen Tamou-Wildreservat, das als Pufferzone zum Nationalpark W dient. Im Dorf wurden die Schlangenarten Westafrikanische Krötenviper (Causus maculatus), Afrikanische Speikobra (Naja nigricollis) und Gestreifte Sandrennnatter (Psammophis sibilans) beobachtet.

## Geschichte
Moli Haoussa wurde 1947 infolge des Verschwindens der Dörfer innerhalb des Nationalparks W gegründet. Untersuchungen in den 1960er Jahren zufolge war das Gebiet zwischen den Flüssen Goroubi und Mékrou das wichtigste Zentrum der vernachlässigten tropischen Krankheit Onchozerkose in Niger. Das Dorf Moli Haoussa war davon besonders betroffen.

## Bevölkerung
Bei der Volkszählung 2012 hatte Moli Haoussa 425 Einwohner, die in 56 Haushalten lebten. Bei der Volkszählung 2001 betrug die Einwohnerzahl 357 in 37 Haushalten und bei der Volkszählung 1988 belief sich die Einwohnerzahl auf 309 in 47 Haushalten.

## Wirtschaft und Infrastruktur
Ein wichtiger Wirtschaftszweig in Moli Haoussa sind Imkereien. Zu den Handwerksbetrieben im Ort zählen mehrere Schmieden.
Es gibt eine Schule im Dorf. In der Nähe von Moli Haoussa verläuft die 158,3 Kilometer lange Nationalstraße 27 zwischen Niamey und La Tapoa.